# Rufaida al-Aslamiya
Rufaida al-Aslamiya (auch Rufaida al-Aslamia, arabisch رفيدة الأسلمية, DMG Rufaida al-Aslamīya, oder Rufaida bint Saʿd, arabisch رفيدة بنت سعد; * um 620; Sterbedatum unbekannt) war eine muslimische Pflegerin und Fürsorgerin. Sie wird als die erste professionelle Krankenschwester und erste weibliche Chirurgin des Islam angesehen.

## Kindheit und Jugend

### Persönlicher Hintergrund
Rufaida al-Aslamiya wurde um 620 als Tochter des Arztes Saʿd al-Aslami in den Klan Bani Aslam des Stammes der Banu Chazradsch geboren. Diese waren unter den Ersten, die den islamischen Propheten Mohammed und den Islam in Medina willkommen hießen. Al-Aslamiya wurde dafür bekannt, dass sie sich mit anderen Frauen der Ansār an der Begrüßung Mohammeds in Medina beteiligte.
Al-Aslamiya wird als gütige und empathische Krankenpflegerin und eine gute Organisatorin beschrieben. Mit ihren medizinischen Fähigkeiten bildete sie andere Frauen aus ebenfalls als Pflegerinnen zu arbeiten, darunter auch die bekannten Frauen an Mohammeds Seite wie Aischa bint Abi Bakr. Zusätzlich half al-Aslamiya Kindern in Not, nahm Waisen auf und half den Armen.

### Medizin in der familiären Tradition
Al-Aslamiya wurde in eine Familie mit engen Verbindungen zur medizinischen Gemeinschaft geboren. Ihr Vater Saʿd al-Aslami war ein Arzt und Mentor unter dem Rufaida ihre ersten medizinischen Kenntnisse erlernte. Sie widmete sich ganz der Pflege und Fürsorge kranker Menschen und wurde eine ausgezeichnete Heilerin. Obwohl sie keine Befugnisse wie Männer hatte, denen Amputationen und chirurgische Eingriffe vorbehalten waren, wandte al-Aslamiya ihre Kenntnisse an. So arbeitete sie in vielen Schlachten in Feldlazaretten in ihrem Zelt und Mohammed ordnete an, alle Verwundeten zu ihr zu bringen, so dass al-Aslamiya sie versorgen konnte.
Dokumentiert ist auch, dass al-Aslamiya verletzte Soldaten während des Dschihad versorgte, ebenso wie sie den Sterbenden Schutz vor dem Wind und der Hitze in der Wüste gab.

## Historische Aspekte der Pflege in Arabien

### Vorislamische und islamische Ära (570–632 n. Chr.)
Die Entwicklung von Frauen durchgeführter Pflege und Chirurgie von der islamischen Ära bis zur modernen Pflege wird durch kulturelle Barrieren und gesellschaftlichen Druck gekennzeichnet. Obwohl es nur wenige schriftliche Dokumentationen der historischen Entwicklung der Pflege aus der vorislamischen Zeit existieren, geben die sozialen und moralischen Denkweisen während Mohammeds Herrschaft Einblick in das Rollenverständnis und die Erwartungen an Pflegekräfte der Zeit. Ein deutlicher Unterschied zur christlichen Vorstellung von Krankheit, die als gottgegebene Strafe betrachtet wird, legten Muslime sehr hohen Wert auf rituelle Reinigung des Körpers, tägliche Gebete und strenge Regeln zur Ernährung.
Während der Ära Mohammeds oblag die medizinische Versorgung der Kranken überwiegend den Ärzten. Diese besuchten die Patienten zuhause und diagnostizierten die medizinischen Probleme und verschrieben Medikamente. Die Krankenpflege durch Frauen war im Wesentlichen auf das körperliche Wohlbefinden und emotionale Unterstützung der Kranken beschränkt.

### Nach Mohammed bis Mittelalter (632–1500 n. Chr.)

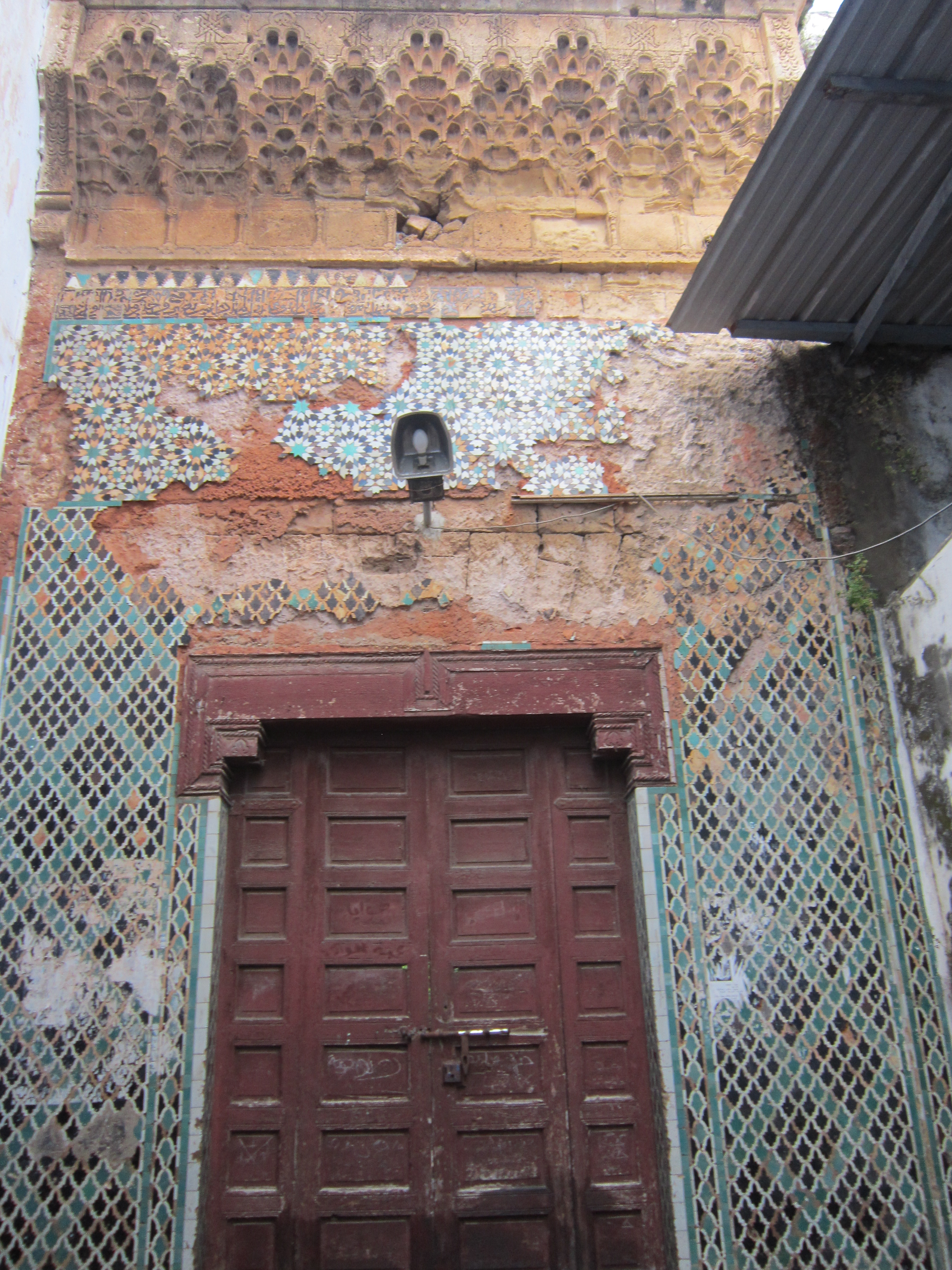
Vordertür eines antiken Krankenhauses in Salé, Marokko, entworfen von muslimischen Architekten

Nach Mohammeds Herrschaft ließ die Intensität der Heiligen Kriege und der zivilen Unruhen nach und die Fortschritte in Technologie und Architektur führten zum Bau etlicher neuer Krankenhäuser und neuen Behandlungsmethoden. In dieser Phase waren weibliche Pflegerinnen immer noch auf einfache Pflichten reduziert, beispielsweise um das Essen zu servieren oder verschriebene Heiltränke zu verabreichen. Durch die Entwicklung sozialer und religiöser Normen wurde die Einführung von Stationen notwendig, in denen die Patienten nach Geschlechtern getrennt behandelt wurden. Männliche Patienten wurden nur durch Männer behandelt, Frauen behandelten die weiblichen Kranken.

## Revolutionäre Entwicklungen in der Pflege

### Al-Aslamiya als Begründerin der islamischen Pflege
Al-Aslamiya wird als charismatische Führungspersönlichkeit beschrieben, die als erste Frau in mohammedanischer Zeit als Krankenschwester in Erscheinung trat. Es gibt eine kleinere wissenschaftliche Debatte darüber, ob al-Aslamiya „technisch gesehen“ wirklich die erste Krankenschwester und Chirurgin war, jedoch sind sich die Staaten des Mittleren Ostens in ihrer Anerkennung al-Aslamiyas als „allererste“ Krankenschwester einig.
Rund 1200 Jahre vor Florence Nightingale verschrieb sich al-Aslamiya der Weiterentwicklung und Verbesserung der Pflege. Al-Aslamiya wird die Gründung und Leitung der ersten Pflegeschule in der islamischen Welt zugeschrieben, auch wenn der Standort der Schule nicht überliefert ist. Al-Aslamia befürwortete präventive Maßnahmen und erkannte den Wert der Gesundheitserziehung. Möglicherweise schulte sie nicht nur die Begleiterinnen Mohammeds, sondern leistete auch Sozialarbeit innerhalb der Gemeinde. Der Prophet gab al-Aslamiya die Erlaubnis, ein Zelt innerhalb einer Moschee aufzustellen und gesundheitsrelevante Schulungen der Gemeindemitglieder anzubieten. Nach heutigen Gesichtspunkten war dies eine herausragende Leistung, da Frauen nicht dazu ermutigt wurden, öffentliche Versammlungen in einer Moschee abzuhalten.

### Ursprünge der Akutpflege

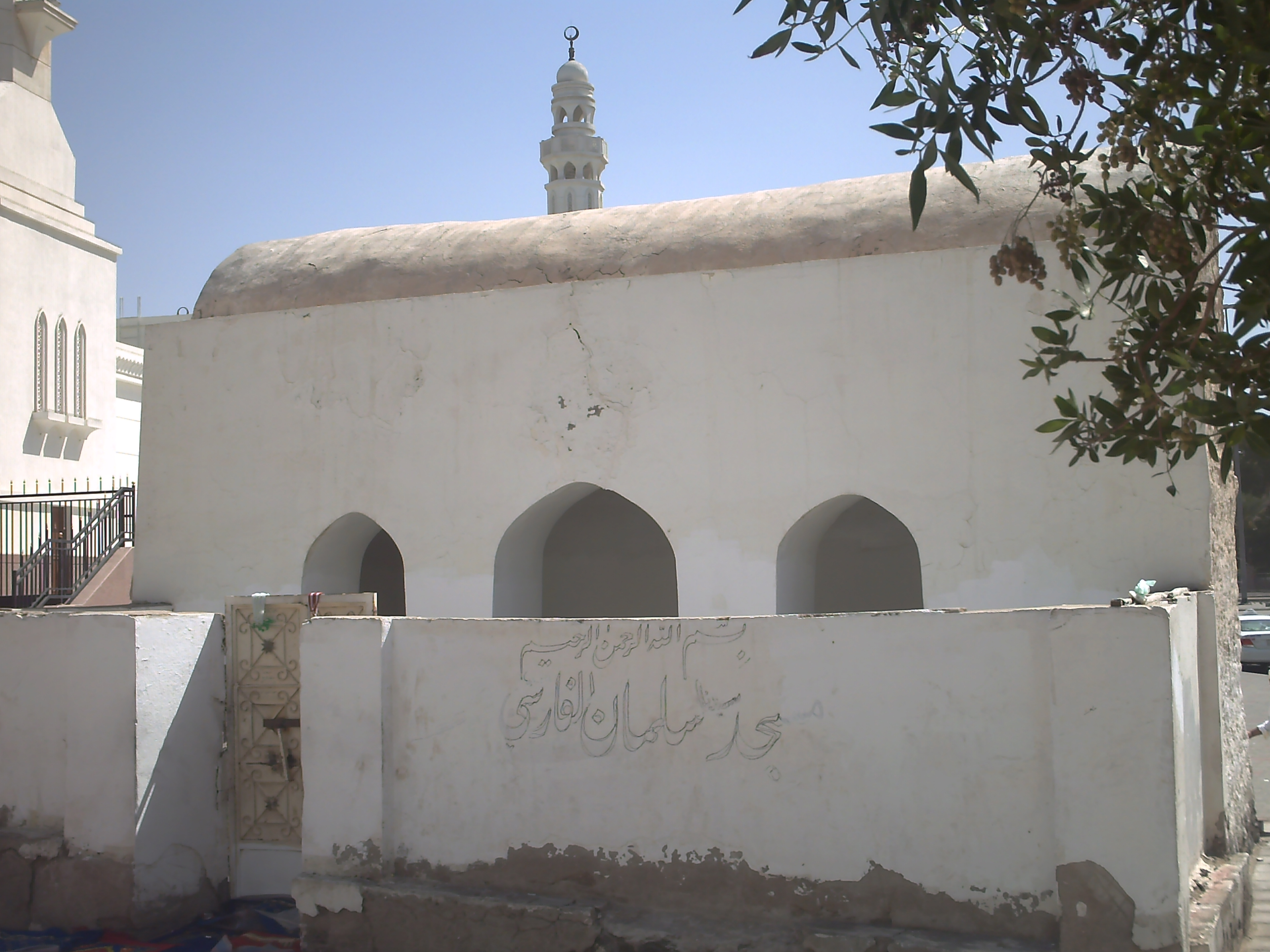
Die Moschee bei Salaman, neben der al-Aslamiya die Verwundeten aus der Grabenschlacht versorgte

Al-Aslamiya nutzte ihre medizinischen Fähigkeiten und Erfahrungen, um die erste jemals dokumentierte mobile Pflegeeinheit aufzustellen, die fähig war, die medizinischen Bedürfnisse einer Gemeinde zu befriedigen. Der Focus der Arbeit in den Einheiten lag auf der Hygiene und der Stabilisierung von Patienten, ehe die weitere und invasive Behandlung einsetzte. Al-Aslamiya hatte eine Gruppe der weiblichen Begleiter Mohammeds in der Akutpflege geschult und sie baten ihn vor der Grabenschlacht um die Erlaubnis, mit in die Schlacht ziehen zu dürfen und die Verwundeten zu versorgen. Mohammed erteilte die Erlaubnis und die Frauen waren so erfolgreich, dass Mohammed al-Aslamiya einen Anteil an der Kriegsbeute überließ. Während der militärischen Konflikte führte al-Aslamiya weitere Gruppen von freiwilligen Krankenschwestern auf die Schlachtfelder, um die Verwundeten sofort versorgen zu können. Sie war neben anderen auch an den Schlachten von Badr, Uhud und Chaibar beteiligt.

## Rezeption
Die Geschichten von al-Aslamiya wurden als Rollenmodell von Generation zu Generation saudischer Pflegekräfte weitergetragen und werden noch heute von vielen modernen saudischen Pflegefachkräften geschätzt.
Jedes Jahr zeichnet das Royal College of Surgeons in Ireland an der Universität von Bahrain einen Studenten mit dem begehrten und prestigeträchtigen Rufaida Al-Aslamia Prize in den Pflegewissenschaften aus. Der Preis wird an einen Studenten vergeben, der dauerhaft und herausragend seine Patienten pflegerisch versorgt. Ein Gebäude der bekannten Hochschule für Pflege und Entbindungspflege, die Aga Khan Universität in Pakistan wurde nach al-Aslamiya benannt.